# Vilne, Apostolove
Vilne (în ucraineană Вільне) este localitatea de reședință a comunei Vilne din raionul Apostolove, regiunea Dnipropetrovsk, Ucraina.

## Demografie
Componența lingvistică a localității Vilne
     Ucraineană (94,47%)
     Rusă (4,5%)
     Alte limbi (0,77%)
Conform recensământului din 2001, majoritatea populației localității Vilne era vorbitoare de ucraineană (94,47%), existând în minoritate și vorbitori de rusă (4,5%).